# Maxime Bernauer
Maxime Bernauer (Hennebont, 1. srpnja 1998.) francuski je nogometaš koji igra na poziciji stopera. Trenutačno igra za Saint-Étienne.

## Klupska karijera

### Rana karijera
Tijekom svoje omladinske karijere igrao je za GV Hennebont, Lorient, Montagnarde i Rennes. Seniorsku karijeru započeo je u drugoj momčadi potonjeg kluba, a kasnije je igrao za trećeligaške klubove Concarneau i Le Mans.

### Paris FC
Dana 13. srpnja 2021. potpisao je trogodišnji ugovor s francuskim drugoligaškim klubom Paris FC. Za novi klub debitirao je 24. srpnja kada je asistirao u ligaškoj utakmici u kojoj je Grenoble Foot 38 poražen 0:4. U kupu je debitirao 14. studenog kada je Paris FC izbacio klub CS Sedan Ardennes na penale. Svoj prvi klupski pogodak postigao je 14. svibnja 2022. kada je Paris FC dobio Grenoble Foot 38 2:0.

### Dinamo Zagreb
Dana 7. lipnja 2023. prešao je u Dinamo Zagreb za iznos od 1,3 milijuna eura uz bonuse. Za Dinamo je debitirao 29. srpnja u utakmici HNL-a u kojoj je Istra 1961 poražena 0:3. Svoj prvi klupski pogodak postigao je 8. listopada protiv istog protivnika u ligaškoj utakmici koja je završila 3:0.

### Saint-Étienne
Dana 2. veljače 2025. pridružio se francuskom prvoligašu Saint-Étienneu na posudbi uz mogućnost otkupa. Debitirao je 22. veljače u ligaškoj utakmici protiv Angersa koja je završila 3:3. Saint-Étienne ga je otkupio na kraju sezone za 1,2 milijuna eura.

## Reprezentativna karijera
Bernauer je nastupao za selekcije Francuske do 16 i 17 godina. Sa selekcijom do 17 godina nastupao je na Europskom prvenstvu do 17 godina.
Dinamo Zagreb
- HNL (1): 2023./24.
- Hrvatski nogometni kup (1): 2023./24.
- Hrvatski nogometni superkup (1): 2023.

## Vanjske poveznice
- Profil, Francuski nogometni savez
- Profil, Transfermarkt